# Saint Andrew (Dominica)
Saint Andrew ist ein Parish (Verwaltungsbezirk) im Nordosten des Inselstaates Dominica. Mit einer Fläche von 178,3 km² ist Saint Andrew das größte Parish von Dominica und nach Saint George und Saint Paul das mit der drittgrößten Bevölkerung. Größte Gemeinde ist Marigot mit 2600 Einwohnern, gefolgt von Atkinson (2524) und Wesley (1934). Wichtigster Wirtschaftszweig ist die Fischerei. Im Parish befindet sich der Flughafen Melville Hall Airport.

## Orte
- Atkinson
- Calibishie
- Marigot
- Vieille Case
- Wesley
- Woodford Hill